# Erysichton albiplaga
Erysichton albiplaga, även Jameela albiplaga, är en fjärilsart som beskrevs av Tite 1963. Erysichton albiplaga ingår i släktet Erysichton och familjen juvelvingar. Inga underarter finns listade i Catalogue of Life.